# GPIHBP1
Гликозилфосфатидилинозитол-заякоренный белок, связывающий липопротеины высокой плотности, тип 1, GPIHBP1  (англ. Glycosylphosphatidylinositol anchored high density lipoprotein binding protein 1, GPI-HBP1) — белок, взаимодействующий с липопротеинами высокой плотности, продукт гена человека GPIHBP1.

## Функции
Пищевые липиды, поступающие в организм после всасывания в кишечнике, переносятся в крови в виде частиц хиломикронов. GPIHBP1 является белком эндотелиальных клеток капилляров, обеспечивает платформу для процесса липолиза хиломикронов под действием ферманта липопротеинлипазы.

## Структура
Белок состоит из 184 аминокислот, молекулярная масса 19,8 кДа. 

## Взаимодействия
Как правило, является мономером, но способен образовывать гомодимер и олигомеры. Связывается с высокой аффинностью с липопротеинами высокой плотности. В мономерной форме взаимодействует с липопротеинлипазой. Кроме этого, связывается с хиломикронами и аполипопротеином A5.